# Uda (Ohotszki-tenger)

Az Uda (oroszul: Уда) folyó Oroszország távol-keleti részén, a Habarovszki határterületen; az Ohotszki-tengerbe torkollik.

## Földrajz
Hossza: kb. 457 km, vízgyűjtő területe: 61 300 km², évi közepes vízhozama (alsó folyásán): 510 m³/s.
A Dzsagdi-hegység északi oldalán, a Habarovszki határterület és az Amuri terület határán ered. Felső folyásán sziklás, szakadékos területen halad kelet felé, középső és alsó folyásán mocsaras alföldön, széles völgyben, ágakra szakadozva folytatja útját északkelet felé és az Ohotszki-tenger Udai-öblébe torkollik.
Vegyes erdőkkel borított vízgyűjtő területe a monszun éghajlat következtében nyáron sok csapadékot kap, nagyrészt esővíz táplálja. Tavaszi árvize április végétől június első hetéig tart, de sokkal jelentősebbek a nyári hónaokban levonuló, szeptemberig is eltartó gyakori árhullámai. 
Torkolatánál épült Csumikan járási székhely, kikötő, valamint a folyón 90 km-rel feljebb Udszkoje falu. Partjain nincs is más állandó település, vízgyűjtő területén nem folytatnak ipari tevékenységet, maga a járás is ritkán lakott.
A folyó tiszta vizében több lazacféle hal él: tajmen, pér (Thymallus), nagy maréna (Coregonus), Brachymystax, stb. Az ívási időszakban az Ohotszki-tengerről több csendes-óceáni lazacféle (Oncorhynchus) keresi fel az Udát és mellékfolyóit.

## Mellékfolyói
Leghosszabb és legbővízűbb mellékfolyója a Maja (363 km), mely a bal parton, a torkolattól 61 km-re ömlik az Udába. További mellékfolyók:
- Balról: a Csogar (160 km), a Dzsana (186 km) és az Udihin (148 km).
- Jobbról: a Sevli (229 km), a Gerbikan (142 km) és a Galam (134 km).